# والتر كرايسلر
والتر كرايسلر (بالإنجليزية: Walter Chrysler) (2 أبريل 1875 - 18 أغسطس 1940) هو رئيس تنفيذي أمريكي في مجال صناعة السيارات والمؤسس لشركة كرايسلر والتي هي جزء الآن من فيات كرايسلر للسيارات.

## الطفولة
ولد والتر كرايسلر في واميجو في كانساس. كان والده هنري كرايسلر ووالدته آنا ماريا كرايسلر. قضى والتر طفولته في إليس، وقد تحول المنزل الذي عاش فيه إلى متحف فيما بعد. ولد والده في أونتاريو في كندا سنة 1850 وهاجر إلى الولايات المتحدة بعد سنة 1858. وكأحد الماسونيين، بدأ كرايسلر مسيرته المهنية كميكانيكي آلات ومتخصص في السكك الحديدية في مدينة إليس، وقد درس في مدارس المراسلة العالمية في سكرانتون في بينسيلفانيا، وحصل على درجة في الميكانيكا في برنامج المراسلة.

## الأسلاف
كان والده، هنري (هانك) كرايسلر، كندي-أمريكي من أصول ألمانية وهولندية. شارك في الحرب الأهلية الأمريكية كمهندس مركبات في خط السكة الحديد في ولاية كانساس المسمى وقتذاك بخط كانساس الأطلنطي للسكة الحديد (Kansas Pacific Railway) والذي أصبح فيما بعد خط السكة الحديد الأطلنطي الاتحادي (Union Pacific Railroad). ولدت والدته في روتشبورت في مقاطعة بون في ولاية ميزوري، وكانت من أصل ألماني. وطبقًا للكاتب بويدين سباركس الذي كتب سيرة ذاتية له، فإن والتر كرايسلر لم يظهر اهتمامًا بأسلافه، إلا أن تقريرًا لباحث في الجينات أقرّ بأن نسبه يعود إلى بحار هولندي كان يدعى الكابتن جان جيريتسين فان دالسين، وقال للكاتب ذات مرة بأنه يتفق مع رؤية المغني والكوميدي جيمي دورانت في إحدى جمله المشهورة: «أسلاف؟ لديّ الملايين منهم!». ومع ذلك، فقد ذكر كرايسلر بضعة تفاصيل عن أسلافه في كتاب السيرة الذاتية: «ولد في كندا، هاجر من شاذام، أونتاريو إلى كانساس سيتي عندما كان في الخامسة أو الرابعة. أسس أسلافه مدينة شاذام. كان أصل العائلة ألماني، ثمانية أجيال تعود إلى شخص كان يُدعى جريسلر (Greisler) وهو ألماني بالاتيني. كان ضمن مجموعة من البروتستانت الذين غادروا وطنهم في وادي الراين في ألمانيا، وذهبوا إلى هولندا، ومن ثم إنجلترا، وبعد ذلك من بليموث إلى نيويورك». لكن هناك باحثون آخرون تتبعوا أصل العائلة حتى يوهان فيليب كريلبلر (Johann Philipp Kreißler) المولود سنة 1672 والذي هاجر من ألمانيا إلى أمريكا في 1709.

## مسيرته في السكة الحديد
التحق كرايسلر بأعمال تدريبية كخبير آلات وميكانيكي في السكك الحديدية، وقضى بضع سنوات في الغرب الأمريكي وهو يعمل في السكة الحديد، وحصد سمعة جيدة في قدرته على ضبط الصمامات. وبسبب طبيعة العمل فقد كان كثير السفر، حيث ذهب إلى ولنغتون، كانساس في 1897، ثم دنفر، كولورادو، وأخيرًا شين، وايومنغ. وخلال تلك الفترة عمل في مسميات وظيفية مختلفة مثل ميكانيكي ومشرف وميكانيكي مسئول عن قسم. بين 1905-1906، عمل في سكة حديد فورت نورث ودينفر في غرب تكساس. لاحقًا عاش وعمل في أولوين، أيوا. إلا أن مسيرته المهنية بدأت إحراز التقدم الملحوظ عندما سافر إلى بيتسبرغ، بنسيلفانيا، عندما أصبح مدير قسم في شركة ألكو (American Locomotive Company).

## مسيرته في صناعة السيارات
بدأت مسيرة كرايسلر في مجال صناعة السيارات في عام 1911 عندما طُلب منه مقابلة جيمس جيه. ستورو، وهو مصرفي كان مديرًا لشركة ألكو وقتذاك. وقد كان كرايسلر بالفعل مهتمًا للغاية بالسيارات حديثة الظهور وقتذاك. ورتب ستورو له لقاء مع تشارلز وليامز ناش، والذي كان مديرًا لشركة بويك للسيارات وكان يبحث عن مدير للإنتاج.
وقام كرايسلر بالانسحاب من الوظائف والالتزامات التي عقدها في أعمال السكك الحديد على مدار سنوات، وتم تعيينه كمدير للإنتاج في شركة بويك في فلينت، ميشيغان. استطاع كرايسلر إيجاد طرق مختلفة لتقليل نفقات الإنتاج. وفي عام 1916، حصل ويليام دورانت - مؤسس جنرال موتورز - في عام 1908 على ملكية الشركة من مجموعة من المصرفيين لتعود إليه ملكية جنرال موتورز مرة أخرى والتي استحوذت على بويك، وبسبب كون كرايسلر قريبًا من مجموعة المصرفيين، فقد أرسل خطاب استقالة إلى دورانت.
أخذ دورانت القطار الأول إلى فلينت ليحاول إبقاء كرايسلر في بويك. وحينها قدم دورانت مرتب لم يُسمع عنه وقتذاك وهو عشر آلاف دولار في الشهر خلال عقد لمدة ثلاث سنوات، مع مكافأة نصف مليون دولار في نهاية كل سنة أو نفس القيمة كأسهم في الشركة، كما عرض دورانت ألا يتدخل أي شخص في عمل كرايسلر وأن يكون هو الوحيد الذي يقدم له كرايسلر التقارير، وهو العرض الذي وافق عليه كرايسلر على الفور. وخلال ثلاث سنوات، نجح كرايسلر في إدارة بويك. إلا أنه قدم استقالته بعد انتهاء العقد في 1919، حيث أنه لم يتفق مع دورانت في رؤيته لمستقبل جنرال موتورز. دفع دورانت لكرايسلر عشرة ملايين دولارات كمقابل لأسهمه التي حصل عليها كمكافآت، مما جعله واحدًا من أغنى الأشخاص في الولايات المتحدة. بعدها تبعه هاري إتش. باسيت كمدير لبويك.
بعد ذلك، تم تعيين كرايسلر في شركة ويليس-أوفرلاند للسيارات في توليدو، أوهايو، وذلك في محاولة لإنعاش الشركة بعد خسارات فادحة. وطلب كرايسلر مرتب مليون دولار سنويًا لمدة سنتين، وهو مبلغ هائل في ذلك الوقت. غادر كرايسلر شركة ويليس في 1921 بعد محاولات غير ناجحة لإمساك زمام الأمور بدرجة أكبر من المؤسس الشريك جون ويليس، وبعد ذلك اشترى الحصة الأكبر من شركة ماكسويل للسيارات. بعد ذلك نقل عمليات ماكسويل تدريجيًا إلى شركته الجديدة، شركة كرايسلر، في ديترويت، ميشيجان، في 1925. وأنتجت الشركة سيارتي بليموث وديسوتو. وفي 1928 استحوذت كرايسلر على شركة الإخوة دودج وقامت بتسميتها دودج، وفي نفس العام بدأ تمويل بناية كرايسلر في نيويورك سيتي، والتي اكتملت بعد ست سنوات.
اختارت مجلة تايم والتر كرايسلر كرجل العام في 1928.
تم ضمّه إلى قاعة مشاهير السيارات في سنة 1967.

## السنوات اللاحقة
في عام 1923، اشترى كرايسلر من رجل الأعمال والمصمم هنري ويليس بيندل أرض بمساحة 12 فدان في كينغز بوينت في لونغ آيلند، نيويورك.
دفن في مقبرة سليبي هالو في سليبي هالو، نيويورك.

## روابط خارجية
- والتر كرايسلر على موقع الموسوعة البريطانية (الإنجليزية)
- والتر كرايسلر على موقع إن إن دي بي (الإنجليزية)